# Kyrkjedalen
Das Kyrkjedalen (norwegisch für Kirchtal) ist ein mit Gletschereis angefülltes Tal im ostantarktischen Königin-Maud-Land. Im Mühlig-Hofmann-Gebirge liegt es zwischen der Jøkulkyrkja und dem Habermehlgipfel.
Norwegische Kartographen, die das Tal auch benannten, kartierten es anhand von Luftaufnahmen und Vermessungen der Dritten Norwegischen Antarktisexpedition (1956–1960).